# Бияшев, Гакаш Закиевич
Гакаш Закиевич Бияшев (10 октября 1906, аул Камытинский — 1987, Алма-Ата Казахская ССР СССР) — советский генетик и селекционер растений, академик АН Казахской ССР (1967—87).

## Биография
Родился 10 октября 1906 года в ауле Камытинском (ныне — Уральская область, Казахстан).
В 1928 году в 22-летнем возрасте поступил в Среднеазиатский университет, который окончил в 1933 году.
С 1931 по 1939 год работал в сельскохозяйственных учреждениях Ташкента (Узбекская ССР) и Чимкента (Казахская ССР).
В 1939 году переехал в Алма-Ату и посвятил столице Казахской ССР всю свою оставшуюся жизнь. С 1939 по 1950 год работал в институте земледелия, с 1950 по 1965 год работал в Казахском государственном университете и с 1965 по 1987 год работал в институте ботаники, при этом до 1979 года он занимал должность директора.
Скончался в 1987 году в Алма-Ате.

## Научные работы
Основные научные работы посвящены биологии сахарной свёклы при возделывании её в условиях орошаемого земледелия.
- Исследовал полиплоидию у свёклы и возможность создания гибридов на основе межлинейных скрещиваний.
- Разработал рекомендации по режиму орошения посевов сахарной свёклы в производственных условиях.

## Сочинения
- Бияшев Г.З. Культура сахарной свёклы в Казахстане. — Алма-Ата: Казахское объединённое государственное издательство, 1949. — 228 с.